# Salduz-arrest
Het Salduz-arrest, gewezen op 20 november 2008 in de zaak Salduz t. Turkije, is een arrest van het Europees Hof voor de Rechten van de Mens (EHRM) dat betrekking heeft op rechtsbijstand vóór het eerste (politie)verhoor van een verdachte.

## Casus
De 17-jarige Yusuf Salduz werd door de Turkse politie gearresteerd op verdenking van deelname aan een onwettige demonstratie ter ondersteuning van de PKK en het ophangen van een spandoek.
Tijdens het politieverhoor heeft hij een bekentenis afgelegd, die hij later introk bij de openbaar aanklager en bij de onderzoeksrechter.
Hij zegt dat hij tijdens het politieverhoor onder druk was gezet en werd geslagen.
Pas na de voorgeleiding bij de aanklager en de onderzoeksrechter kreeg Salduz voor het eerst een advocaat te spreken. Zijn veroordeling tot 2½ jaar gevangenisstraf was onder meer gebaseerd op de verklaringen die tijdens het politieverhoor waren afgelegd.

## EHRM
Voor het Europees Hof voor de Rechten van de Mens (EHRM) stelde Salduz, dat zijn recht op een eerlijk proces is geschonden omdat hij tijdens het politieverhoor verstoken was van rechtsbijstand, terwijl de daar afgelegde en later ingetrokken verklaring wel door de rechter als belastend bewijs werd gebruikt.
Het Hof overwoog, dat artikel 6 van het Europees Verdrag voor de Rechten van de Mens eist dat een verdachte toegang tot een raadsman ("access to a lawyer") moet krijgen vanaf het moment dat de ondervraging door de politie begint.
Afwijking van deze hoofdregel is alleen mogelijk in exceptionele gevallen, op basis van dwingende redenen.
De rechten van de verdediging zijn in principe onherstelbaar aangetast, indien belastende verklaringen als bewijs worden gebruikt, in het geval die verklaringen zijn afgelegd terwijl verdachte geen toegang tot een raadsman had.

## Relevantie voor Nederland
Volgens een uitspraak van het EHRM geldt sinds 1 april 2010 het volgende recht voor een aangehouden verdachte binnen Nederland: Als een verdachte aangehouden wordt moet hij of zij voordat het politieverhoor aanvangt, in de eerste zes uur voor politieonderzoek, een raadsman (advocaat) gesproken hebben. Het verhoor van inverzekeringstelling valt hier overigens niet onder. De verdachte mag bij een B- of C-zaak afzien van een raadsman. Bij een A-zaak is het voor de verdachte nooit mogelijk om van een raadsman af te zien.
Categorie A-zaken: Zeer ernstige of gevoelige zaken, of zaken waar aan een kwetsbaar persoon extra rechtsbescherming moet worden geboden. Zeer ernstige of gevoelige zaken: gevangenisstraf van 12 jaar of meer, grote maatschappelijke impact en commotie, bijvoorbeeld bekende Nederlanders betrokken, of de politiek.
Kwetsbaar persoon: Kinderen van 12 t/m 15 jaar in zaken waarvoor voorlopige hechtenis mogelijk is en kinderen van 16 en 17 jaar met een verstandelijke beperking of neurologische stoornissen, waarbij auditieve verhoorregistratie (A.V.R.) noodzakelijk is. In een categorie A-zaak krijgt de verdachte altijd een raadsman en kan hij hier niet van afzien.
Categorie B-zaken: Misdrijven waarbij voorlopige hechtenis mogelijk is en die niet onder categorie A-zaken vallen.
Categorie C-zaken: Misdrijven waarbij voorlopige hechtenis niet mogelijk is, plus overtredingen. 
In categorie B- en C-zaken mag de verdachte afzien van zijn raadsman. Wil hij tijdens het verhoor alsnog een raadsman spreken, dan zal de hulpofficier van justitie daar een beslissing in moeten nemen.

## Relevantie voor België
De wet van 13 augustus 2011 (Belgisch Staatsblad van 5 september 2011) trad op 1 januari 2012 in werking en bracht het Belgisch strafprocesrecht in overeenstemming met het Salduz-arrest. Deze wet voorziet onder andere in nieuwe regels met betrekking tot het verhoor, voorafgaand overleg met een advocaat, bijstand door een advocaat tijdens het verhoor, recht op contact met een vertrouwenspersoon, nieuwe regels met betrekking tot plaatsbezoek,...
Een paar heel concrete elementen uit de wet zijn onder andere het feit dat een verdachte die van zijn vrijheid beroofd is de gelegenheid heeft 30 minuten te overleggen met zijn advocaat vooraleer hij een verklaring aflegt aan de politie. Tijdens het daaropvolgende verhoor blijft de advocaat aanwezig maar mag niet tussenkomen. Het politieverhoor kan worden onderbroken voor een bijkomend overleg van 15 minuten.

### Gevolgen
Tijdens de eerste maanden dat het arrest van kracht was in België, steeg het aantal voorlopige vrijlatingen met 40%, omdat, volgens een evaluatie, onderzoeksrechters door de samenwerking met advocaten over meer elementen beschikken om evenwichtig te oordelen in een zaak.
Volgens de Dienst voor Strafrechtelijk Beleid zorgde de wet in de eerste maanden over het algemeen voor weinig problemen en waren er weinig incidenten tijdens de verhoren. Er werden echter toch enkele kanttekeningen gemaakt.
- Voor de verhoren in het kader van de Salduz-wet bleken steeds dezelfde advocaten beschikbaar. Vaak waren het ook stagiairs die bij deze verhoren aanwezig zijn.
- Advocaten worden voor deze Salduzverhoren te weinig en te laat betaald. Dit leidt tot ongenoegen bij de advocaten.

Ook voor de politie en haar taken waren er gevolgen die niet altijd als positief werden ervaren.
- Omdat een advocaat aanwezig mag zijn bij het eerste verhoor, duren de helft van de verhoren in de praktijk langer. Hierdoor kunnen er minder politieagenten worden ingezet op straat.
- Een advocaat mag in principe tijdens het verhoor niet tussenbeide komen. Hij heeft dat recht enkel als de rechten van de verdachte worden geschonden. In de praktijk gaat dit echter anders.

## Verdere verheldering en waarborgen rechten van de arrestant
Het Grondwettelijk Hof heeft in zijn arrest van 14 februari 2013 uitspraak gedaan over het beroep tot vernietiging dat de Liga voor Mensenrechten heeft ingesteld tegen de wet van 13 augustus 2011 tot wijziging van het Wetboek van strafvordering en van de wet van 20 juli 1990 betreffende de voorlopige hechtenis, om aan elkeen die wordt verhoord en aan elkeen wiens vrijheid wordt benomen rechten te verlenen, waaronder het recht om een advocaat te raadplegen en door hem te worden bijgestaan (bekendgemaakt in het Belgisch Staatsblad van 5 september 2011), d.i. de zogenaamde Salduz-wet.
In zijn arrest nr. 7/2013 van 14 februari 2013 (zgn. Valentijnsarrest) vernietigde het Grondwettelijk Hof gedeeltelijk de wet. Voorts wordt de wet uitgelegd op een wijze die meer in overeenstemming is met de Grondwet en met het Europees Verdrag voor de Rechten van de Mens:
- Daar waar de Salduz-wet niet in een bijstandrecht voorziet nadat een verdachte door de onderzoeksrechter is aangehouden, verleent het arrest de Onderzoeksrechter de bevoegdheid om aan de advocaat toestemming te geven de verhoren bij te wonen nadat een aanhoudingsbevel werd verleend. Alleen in uitzonderlijke gevallen zal dit door de Onderzoeksrechter kunnen worden geweigerd.
- Het arrest verplicht de wetgever het bijstandsrecht uit te breiden tot de zwaarste verkeersmisdrijven.
- Het arrest verplicht de politiediensten om iedere niet aangehouden verdachte bij aanvang van zijn verhoor in te lichten dat hij niet is aangehouden en dat hij bijgevolg op elk ogenblik kan gaan en staan waar hij wil. Bijgevolg moet de verdachte ervan op de hoogte worden gebracht dat hij het kantoor waar hij wordt ondervraagd, vrij kan verlaten.
- De politieambtenaren, de procureur des Konings of de onderzoeksrechter moeten de advocaat duidelijk en precies inlichten over de feiten waarop het verhoor betrekking heeft.
- In bepaalde gevallen moet een advocaat een overleg kunnen hebben met de verdachte dat langer duurt dan de wettelijk bepaalde termijn van 30 minuten.
- Ten slotte laat het arrest geen enkele twijfel over het belang van de toepassing van het bijstandsrecht. Wordt de wet niet toegepast, dan kan het verhoor geen enkel bewijs opleveren.  De rechter mag met dit verhoor op geen enkele wijze rekening houden om een veroordeling te gronden.

## Europese richtlijn
Op 22 oktober 2013 is in het Europees Parlement en de Raad van de Europese Unie een richtlijn ondertekend die de rechten van de verdachte tijdens het politieverhoor samenbundelt, zoals verwoord in het Salduz-arrest. Als gevolg hiervan worden alle lidstaten van de Europese Unie verplicht de inhoud van deze richtlijn naar nationaal recht om te zetten voor 27 november 2016.